# Steffen Möller
Steffen Möller [ˈʃtɛfən ˈmœlɐ]ⓘ (ur. 22 stycznia 1969 lub 1971 w Wolfhagen) – niemiecki aktor, pisarz, kabareciarz i osobowość telewizyjna.

## Życiorys
Jest synem pastora i profesora teologii Christiana oraz nauczycielki religii Sigrun. Ma dwóch młodszych braci, Tilmana i Juliana. Dzieciństwo spędził w Wuppertalu, gdzie uczęszczał do gimnazjum humanistycznego Wilhelm-Dörpfeld-Gymnasium. W okresie szkolnym udzielał się w kabarecie. Po zdaniu matury odbył służbę cywilną, a następnie podjął studia teologiczne i filozoficzne na Wolnym Uniwersytecie Berlińskim. Na kurs języka polskiego pojechał do Krakowa. Po ukończeniu studiów w 1994 wrócił do Polski, gdzie pracował jako nauczyciel języka niemieckiego w Liceum im. Królowej Jadwigi w Warszawie i Uniwersytecie Warszawskim (m.in. w Instytucie Lingwistyki Stosowanej).
Największą rozpoznawalność w Polsce zyskał dzięki roli Stefana Müllera w serialu M jak miłość (2002–2007) i występowaniu w talk-show TVP2 Europa da się lubić (2003–2008), w którym opowiadał o kulturze i obyczajowości Niemiec. W 2005 poprowadził także pierwszą edycję programu Załóż się w TVP2.
Wydał dwie płyty ze swoimi występami kabaretowymi: „Niemiec na Młocinach” i „E, tam, Unia!”, a także napisał książkę „Polska da się lubić”, wydana również po niemiecku pt. „Viva Polonia”. W październiku 2010 wyszło polskie tłumaczenie jego książki o muzyce poważnej pt. „Moja klasyczna paranoja”. W 2025 występował w Niemczech z programem kabaretowym Prezydent Polschlandu, w którym porównywał cechy Polaków i Niemców.

### Życie prywatne
Mieszka w Heidelbergu. Dawniej występował w Polsce.

## Nagrody i odznaczenia
- 2002 – drugie miejsce ex aequo z Kabaretem Ani Mru-Mru na ogólnopolskim festiwalu kabaretowym PaKA
- 2004 – Wiktor 2003 w kategorii: odkrycie roku
- 2004 – Telekamera 2004 w kategorii: rozrywka za udział w programie Europa da się lubić
- 2005 – Krzyż Zasługi na Wstędze Orderu Zasługi RFN[7]
- 2009 – Odznaka Honorowa „Bene Merito”[8][9].
- 2013 – Złota Sowa Polonii za promowanie kultury polskiej[10].

## Publikacje
- 2006: Polska da się lubić. Mój prywatny przewodnik po Polsce i Polakach, Wydawnictwo Publicat, ISBN 83-245-1062-1.
- 2009: Viva Polonia. Als deutscher Gastarbeiter in Polen, Fischer Taschenbuch Vlg., ISBN 978-3-86610-558-4.
- 2010: Moja klasyczna paranoja, Wydawnictwo W.A.B., ISBN 978-83-7414-845-0.
- 2012: Expedition zu den Polen: Eine Reise mit dem Berlin-Warszawa-Express, Malik Verlag, ISBN 978-3-89029-399-8.
- 2015: Viva Warszawa – Polen für Fortgeschrittene, ISBN 978-3-89029-459-9.

## Filmografia
- 2000: Słoneczna włócznia (film fantastyczny dla dzieci i młodzieży) – tłumaczenie (literackie)
- 2002–2007, 2009: M jak miłość (serial telewizyjny) – jako Stefan Müller
- 2003: Kasia i Tomek (serial telewizyjny) – jako Niemiec (odc. 9)
- 2003: Koniec wojny – jako Tramer
- 2003–2008: Europa da się lubić
- 2005–2006: Załóż się
- 2010: Polen für Anfänger (Polska dla początkujących) (Film drogi, reż. Katrin Rothe; z Kurtem Krömerem)

## Dyskografia
- 2003: Niemiec na Młocinach
- 2004: E, tam Unia!
- 2006: „Wakacje w Niemczech”
- 2008: „Najpiękniejsze baśnie Braci Grimm”. Axel Springer Polska, Warszawa
- 2008: Viva Polonia. Steffen Möller (Audio-CD). Argon Verlag, Berlin, ISBN 978-3-86610-558-4 (w języku niemieckim)
- 2009: Vita Classica. Steffen Möller (Audio-CD). Argon Verlag, Berlin, ISBN 978-3-86610-844-8 (w języku niemieckim)
- 2012: Expedition zu den Polen: Eine Reise mit dem Berlin-Warszawa-Express (Audio-CD), Osterwoldaudio Verlag, ISBN 978-3-86952-113-8 (w języku niemieckim)